# Hipódromo Presidente Remón
Hipódromo Presidente Remón es una instalación deportiva ubicada en la Ciudad de Panamá, Panamá, destinada a la realización de carreras de caballos. Forma parte del complejo Ciudad Deportiva Irving Saladino, junto con otras instalaciones como el Estadio Rommel Fernández, el Estadio Luis Ernesto Cascarita Tapia y la Arena Roberto Durán.
Actualmente, es el único recinto hípico en operación en el país, con jornadas de carreras programadas regularmente los jueves, sábados y domingos. El hipódromo recibe su nombre en honor al expresidente panameño José Antonio Remón Cantera, quien fue asesinado en 1955 en el antiguo Hipódromo Juan Franco mientras ejercía su mandato presidencial.

## Historia
El hipódromo fue inaugurado el 14 de julio de 1956, marcando una nueva etapa en la actividad hípica nacional tras el cierre del Hipódromo Juan Franco. Al evento asistieron figuras políticas, incluyendo el entonces presidente Ricardo Manuel Arias Espinosa y el presidente electo Ernesto de la Guardia Navarro.
Durante la jornada inaugural se llevaron a cabo diversas competencias, entre ellas el Clásico Inauguración. En sus primeras décadas, la información sobre los ejemplares y jinetes se distribuía a través de programas impresos y resúmenes semanales conocidos como charts, facilitando el seguimiento de las actuaciones de los caballos.

## Competencias y eventos
El hipódromo ha sido sede de múltiples eventos nacionales e internacionales. Entre estos destaca la Serie Hípica del Caribe, un certamen que convoca a ejemplares de diferentes países de la región. El Hipódromo Presidente Remón ha albergado este evento en ocho ocasiones: 1970, 1973, 1984, 1999, 2011, 2013, 2015 y 2023.

## Administración
A lo largo de su historia, la administración del hipódromo ha pasado por varias entidades. En la actualidad, su operación está a cargo de la empresa privada Hípica de Panamá, S.A, en coordinación con organismos estatales responsables de la regulación de las carreras y actividades de juego.